# یواس‌ان‌اس روز نات (تی-ای‌جی‌ام-۱۴)
یواس‌ان‌اس روز نات (تی-ای‌جی‌ام-۱۴) (به انگلیسی: USNS Rose Knot (T-AGM-14)) یک کشتی بود که طول آن 338' 9" بود. این کشتی در سال ۱۹۴۵ ساخته شد.